# Pieróg (danie)

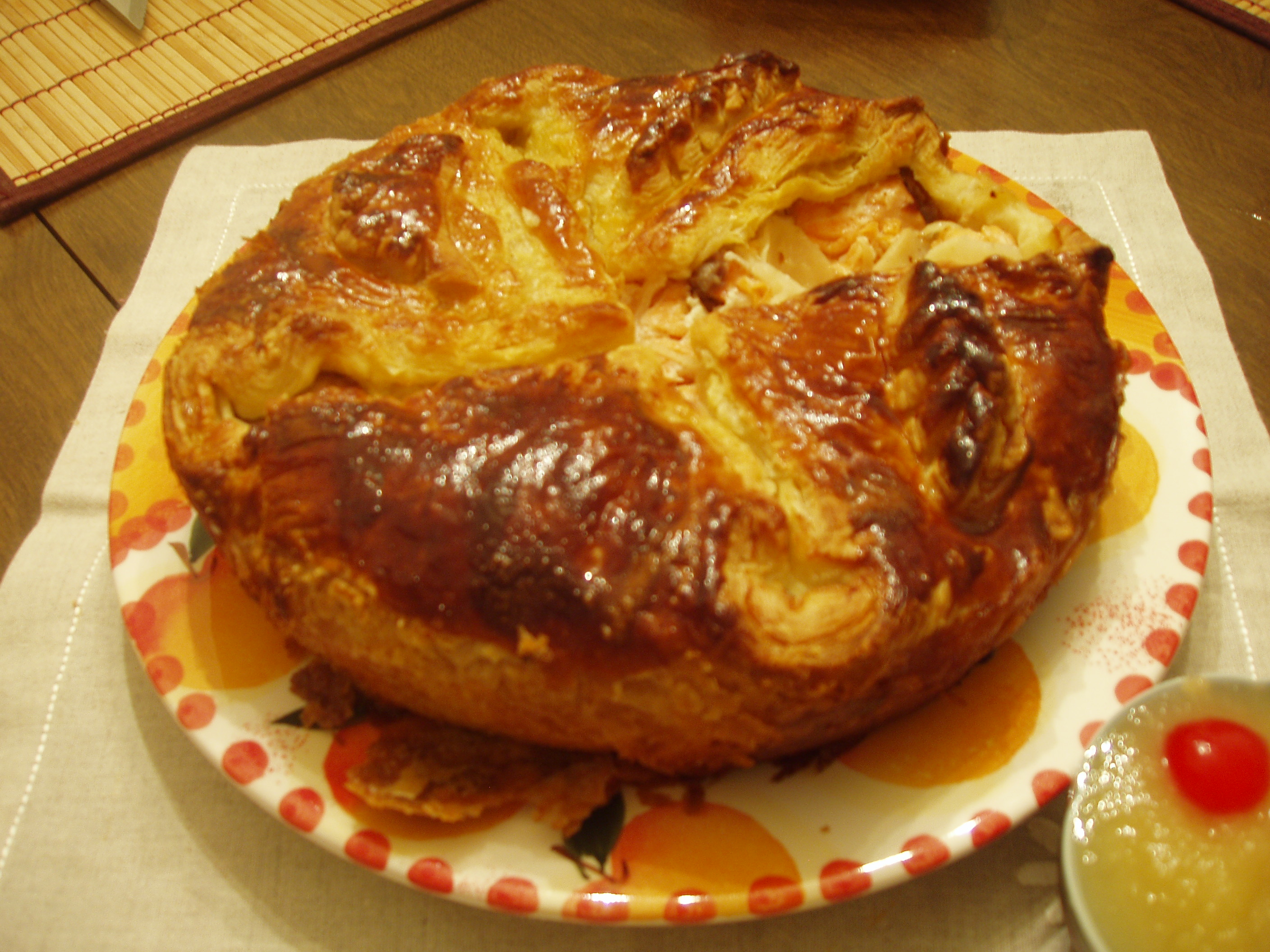
Pieróg rybny

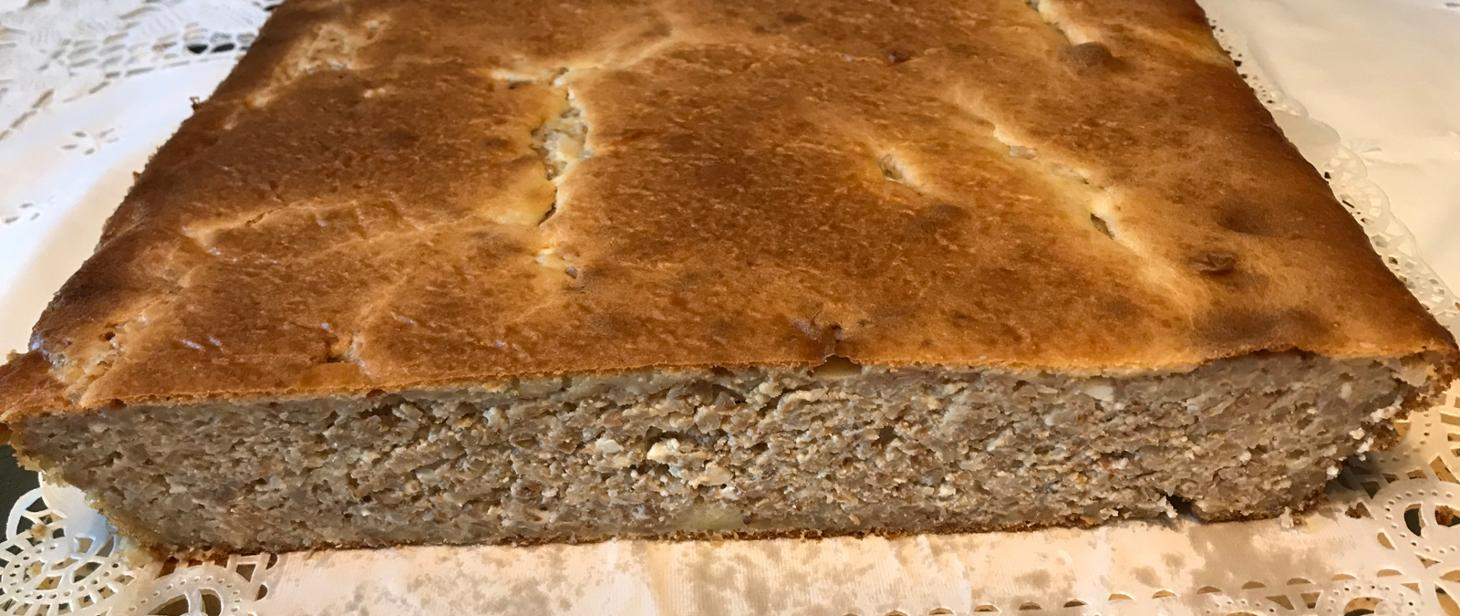
Pieróg gryczany gałęzowski

Pieróg (piróg) – pieczony, nadziewany placek, zazwyczaj z ciasta drożdżowego. Danie kuchni ukraińskiej i rosyjskiej, spotykane także na terenach wschodniej Polski.
Zwykle przygotowany na słono: z nadzieniem z mięsa (w tym ryb), z kapusty, z kaszy (np. piróg biłgorajski), z ziemniaków, ziemniaków z serem itp. Bywa też przygotowywany na słodko: np. „pieróg gryczany gałęzowski” z farszem z kaszy gryczanej, twarogu i śmietany, pokryty warstwą ciasta naleśnikowego zamiast drożdżowego. 